# Жанаконыс (Бурлинский район)
Жанаконыс (каз. Жаңақоныс) — село в Бурлинском районе Западно-Казахстанской области Казахстана. Входит в состав Аксуского сельского округа. Код КАТО — 273635300.

## Население
В 1999 году население села составляло 83 человека (41 мужчина и 42 женщины). По данным переписи 2009 года, в селе проживал 131 человек (72 мужчины и 59 женщин).